# Ligia Krajewska
Ligia Krajewska z domu Jaźwińska (ur. 12 lutego 1949 w Uszy Małej) – polska działaczka samorządowa i społeczna, w latach 2006–2011 wiceprzewodnicząca Rady m.st. Warszawy, posłanka na Sejm VII kadencji.

## Życiorys
W 1974 ukończyła studia w Instytucie Profilaktyki Społecznej i Resocjalizacji Uniwersytetu Warszawskiego. Odbyła studia podyplomowe m.in. z zakresu pedagogiki i psychologii. Pracowała zawodowo m.in. w placówkach oświatowych, poradni psychologiczno-pedagogicznej oraz administracji publicznej.
W 1980 została członkinią „Solidarności”. W 1989 współorganizowała lokalny Komitet Obywatelski w Wesołej. W latach 90. była radną tej miejscowości, wchodziła w skład zarządu miasta. W 1989 znalazła się wśród założycieli Fundacji Szkoły Społecznej. Organizacja ta m.in. otworzyła pierwszą w Wesołej społeczną szkołę podstawową, w której Ligia Krajewska objęła stanowisko dyrektora. W 1991 była jednym z twórców Krajowego Forum Oświaty Niepublicznej, którym kierowała przez dziesięć lat. Od 1999 do 2002 zasiadała w radzie konsultacyjnej przy ministrze edukacji narodowej, w latach 1999–2002 pełniła funkcję sekretarza rady nadzorczej Polskiej Agencji Informacyjnej.
W 1992 przystąpiła do Partii Konserwatywnej, a w 1997 do Stronnictwa Konserwatywno-Ludowego. Od 2001 działała w Platformie Obywatelskiej. W wyborach samorządowych w 2006 i w 2010 z ramienia tego ugrupowania była wybierana w skład Rady m.st. Warszawy. W obu kadencjach powierzano jej funkcję wiceprzewodniczącej rady miejskiej. W 2007 powołana na wiceprezydenta Rady Gmin i Regionów Europy (CEMR). W tym samym roku objęła stanowisko szefa gabinetu politycznego minister edukacji narodowej Katarzyny Hall.
W wyborach parlamentarnych w 2011 uzyskała mandat poselski jako kandydatka z listy PO, otrzymując 3590 głosów w okręgu warszawskim. W wyborach w 2015 nie została wybrana na kolejną kadencję. W styczniu 2018 ogłosiła decyzję o swoim wystąpieniu z PO w związku z prowadzonym postępowaniem karnym, zaprzeczając stawianym jej zarzutom dotyczącym związanym z nieprawidłowościami w fundacji oświatowej.
Odznaczona Złotym Krzyżem Zasługi (2011).